# Luba-kasaï
Ne doit pas être confondu avec Luba-katanga.
Le tshiluba ou ciluba (autonyme : cilubà  selon l'orthographe standardisée ou tshiluba), aussi appelé luba-lulua ou luba-kasaï, est une langue bantoue du groupe de langues luba, parlée principalement par les Baluba du Kasaï dans le sud de la république démocratique du Congo et au nord de l'Angola.

## Noms
La langue est couramment appelée par son autonyme, écrit « cilubà » (selon l'orthographe standardisée,) ou « tshiluba » (par exemple dans la constitution de la république démocratique du Congo). Il est aussi appelé luba-lulua, notamment dans la norme ISO 639, ou encore luba-kasaï ou luba occidental. Il est parfois aussi appelé « luba » mais ce nom peut aussi désigner d’autres langues luba. Ethnologue indique aussi le nom « bena-lulua », Beena Luluwà (littéralement « membres de Luluwà ») désignant au sens strict les Luluwa et leur parler étant le cyeena luluwà, ou le nom « luva » mais celui-ci désigne plutôt le kiluba (transcrit « kiluʋa » ou « kiluva » chez certains auteurs du XXe siècle comme van Bulck,), c’est-à-dire le luba-katanga, dans lequel la bilabiale devient une fricative entre deux voyelles.

## Classification
Le tshiluba appartient à la famille des langues bantoues. Dans la classification des langues bantoues selon Malcolm Guthrie, la langue à la code L.31 dans le groupe des langues luba, L.30.

## Utilisation
Le tshiluba est parlé par environ 7 060 000 personnes, dont :
- 7 000 000 en république démocratique du Congo en 1991, principalement dans les provinces du Kasaï (tiers sud-est), du Kasaï-Central, du Kasaï-Oriental et de Sankuru, dans ces provinces, elle est enseignée dans la plupart des écoles primaires et secondaires, et parfois comme matière dans les classes plus élevées ;
- 60 000 en Angola en 2018, principalement dans la province de Lunda-Nord (municipalités de Cambulo (en), Chitato (en), Cuilo (en), et Lucapa), par des locuteurs de tous âges (à la suite de la rébellion Kamwina Nsapu)

Cette langue est reconnue comme langue nationale par l'article 1 de la Constitution de la république démocratique du Congo de 2006.

## Caractéristiques
Le tshiluba est une langue bantoue classée parmi les langues luba, qui constituent la moitié du groupe L de la classification des langues bantoues selon Guthrie.

### Écriture
Selon la standardisation de l’orthographe, le tshiluba utilise l'alphabet latin, avec les digrammes ‹ ng ›, ‹ ny › et ‹ sh ›. Le trigramme ‹ tsh › couramment utilisé y est remplacé par la lettre ‹ c ›.
Les lettres ‹ q ›, ‹ r › et ‹ x › ne sont quant à elles utilisés que dans les mots empruntés à d'autres langues et les noms étrangers.
| Lettres        | a | b | c  | d | e | f | g | h | i | j | k | l | m | n | ng | ny | o | p | r | s | sh | t | u | v | w | y | z |
| Prononciations | a | b | tʃ | d | e | f | g | h | i | j | k | l | m | n | ŋ  | ɲ  | o | p | r | s | ʃ  | t | u | v | w | y | z |

### Dialectes
Ethnologue note des différences significatives entre les régions historiques du Kasaï-Occidental (provinces actuelles du Kasaï et du Kasaï-Central, peuplées par l'ethnie Luluwa) et les Bakwa-Luntu.
La province historique du Kasaï-Oriental (provinces actuelles du Kasaï-Oriental, Lomami et Sankuru, peuplées par les ethnies de Bena-Lubilanji, Bena-Konji, Bakwa-Diishò.) 
Lungenyi Lumwe Maalu-Bungi (1991) donne les deux dialectes principaux, ayant chacun plusieurs variétés :
- le Cena-luluà (premier dialecte principal et parfois écrit Cilubà-lulua) ou Cena-kananga, parlé par les Bena-Luluà dans l’ancienne province du Kasaï-Occidental (les provinces actuelles du Kasaï et du Kasaï-Central);

- le bulubà ou Cena-Mbujimayi parlé par les Bena-Lubilanji dans l’ancienne province du Kasaï-Oriental (les provinces actuelles du Kasaï-Oriental, de Lomami et de Sankuru).

Gilles-Maurice de Schryver (1999) inclut le parler des Bakwà-Luntu (L31c), dans la province du Kasaï-Central, comme troisième dialecte principal du tshiluba,.
Le cilubà standard, aussi appelé « tshiluba classique », est basé sur le Cikwà-diishì et le Cena-mpukà principalement parce que, historiquement, leurs locuteurs ont servi de premiers informateurs aux missionnaires.
Maalu Bungi et Kapudi Kalonga (1992) indiquent additionnellement que le cilubà standard des missionnaires catholiques « intègre des éléments substantiels des dialectes luntu et luluà », en faisant un parler « pan-dialectal, supra-local », contrairement au cilubà des missionnaires protestants basé essentiellement sur le Cena-luluà.

### Grammaire
| Classe | Préfixe nominal | Préfixe verbal (sujet) | Exemple  | Traduction     |
| ------ | --------------- | ---------------------- | -------- | -------------- |
| 1      | mu-             | u-                     | muntu    | personne       |
| 1a     | ∅-              | u-                     | tààtù    | père           |
| 2      | ba-             | ba-                    | bantu    | personnes      |
| 2a     | ba-             | ba-                    | bataatù  | pères          |
| 3      | mu-             | u-                     | mucìma   | cœur           |
| 4      | mi-             | i-                     | micìma   | cœurs          |
| 5      | di-             | di-                    | dikèlà   | œuf            |
| 6      | ma-             | a-                     | makèlà   | œufs           |
| 7      | ci-             | ci-                    | cimuma   | fruit          |
| 8      | bi-             | bi-                    | bimuma   | fruits         |
| 9      | N-              | u-                     | nyunyu   | oiseau         |
| 10     | N-              | i-                     | nyunyu   | oiseaux        |
| 11     | lu-             | lu-                    | lukàsu   | houe           |
| 10     | N-              | i-                     | nkàsu    | houes          |
| 12     | ka-             | ka-                    | kambelè  | cacahuète      |
| 13     | tu-             | tu-                    | tumbelè  | cacahuètes     |
| 14     | bu-             | bu-                    | budimi   | champ          |
| 6      | ma-             | a-                     | madimi   | champs         |
| 15     | ku-             | ku-                    | kubala   | lire           |
| 16     | pa(-)           | pa-                    | pa nzùbu | sur la maison  |
| 17     | ku(-)           | ku-                    | ku nzùbu | à la maison    |
| 18     | mu(-)           | mu-                    | mu nzùbu | dans la maison |